# فهرست آزادراه‌های ایران

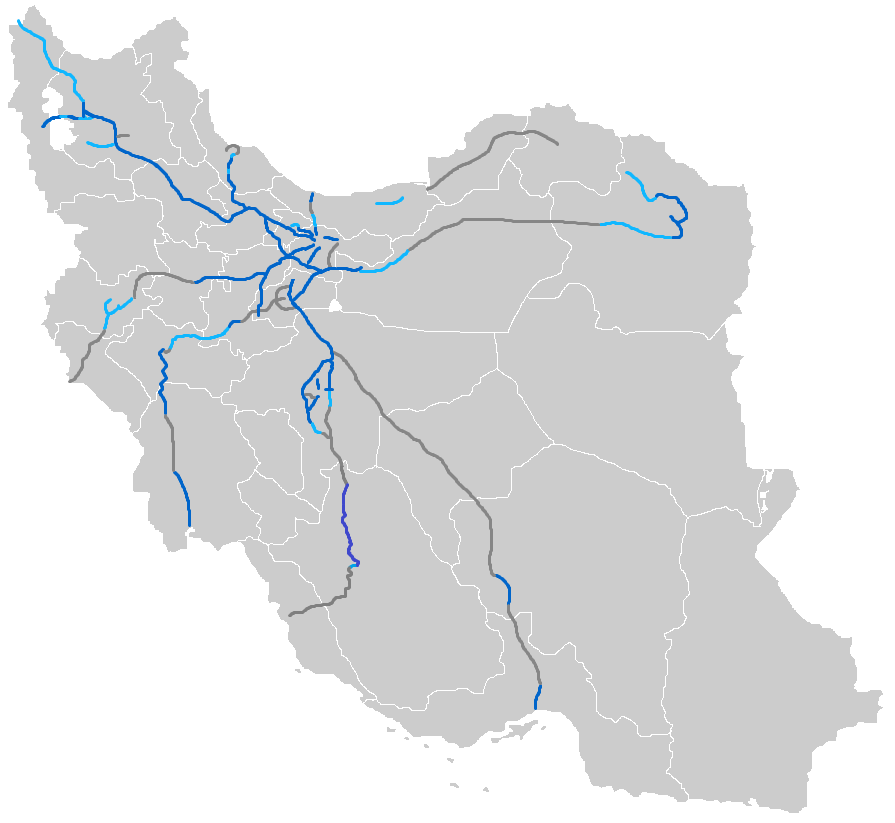
توسعه شبکه آزادراه های ایران

فهرست آزادراه‌های ایران اشاره به آزادراه‌های احداث شده در ایران دارد. هم‌ اکنون ایران دارای ۳۱۰۵ کیلومتر آزادراه است.

## آزادراه‌ها

### آزادراه ۱ (ایران)
| نشان | نام       | وضعیت |
| ---- | --------- | ----- |
|      | قزوین-رشت | فعال  |

### آزادراه ۲ (ایران)
| نشان | نام                                | وضعیت         |
| ---- | ---------------------------------- | ------------- |
|      | کنارگذر شمالی مشهد                 | فعال          |
|      | مشهد-باغچه                         | فعال          |
|      | مشهد-ملک‌آباد                       | فعال          |
|      | باغچه-نیشابور                      | در دست مطالعه |
|      | نیشابور-سمنان                      | در دست مطالعه |
|      | سمنان-گرمسار                       | در دست ساخت   |
|      | گرمسار-قم                          | فعال          |
|      | آزادراه غدیر (کنارگذر جنوبی تهران) | فعال          |
|      | تهران-کرج                          | فعال          |
|      | شهدای البرز(تهران-کرج دوم)         | فعال          |
|      | آزادراه کنارگذر شمالی کرج          | فاز دو فعال   |
|      | کرج-قزوین                          | فعال          |
|      | کنار گذر شمالی قزوین               | فعال          |
|      | قزوین-زنجان                        | فعال          |
|      | زنجان-تبریز                        | فعال          |
|      | کنارگذر جنوبی تبریز                | فعال          |
|      | کنارگذر غربی تبریز                 | فعال          |
|      | تبریز-مرند                         | نیمه فعال     |
|      | مرند-بازرگان                       | در دست ساخت   |

### آزادراه ۳ (ایران)
| نشان | نام        | وضعیت                                   |
| ---- | ---------- | --------------------------------------- |
|      | تهران-شمال | فعال در قطعات ۱ و ۴ و یک باند از قطعه ۲ |

### آزادراه ۵ (ایران)
| نشان | نام                    | وضعیت        |
| ---- | ---------------------- | ------------ |
|      | آمل-پردیس              | در حال ساخت  |
|      | پردیس-تهران            | فعال         |
|      | تهران-ساوه             | فعال         |
|      | ساوه-سلفچگان           | فعال         |
|      | قم-سلفچگان-اراک        | در حال ساخت  |
|      | کنارگذر شمالی اراک     | فاز اول فعال |
|      | اراک-بروجرد            | در دست ساخت  |
|      | بروجرد-خرم‌آباد         | فعال         |
|      | خرم‌آباد-پل زال-اندیمشک | فعال         |
|      | اندیمشک-اهواز          | در دست ساخت  |
|      | اهواز-بندر امام خمینی  | فعال         |

### آزادراه ۶ (ایران)
| نشان | نام              | وضعیت       |
| ---- | ---------------- | ----------- |
|      | ساوه-همدان       | فعال        |
|      | همدان-کرمانشاه   | در دست ساخت |
|      | کنارگذر کرمانشاه | در دست ساخت |
|      | کرمانشاه-خسروی   | در دست ساخت |

### آزادراه ۷ (ایران)
| نشان | نام            | وضعیت             |
| ---- | -------------- | ----------------- |
|      | تهران-قم       | فعال              |
|      | قم-کاشان       | فعال              |
|      | کاشان-نطنز     | فعال              |
|      | نطنز-اصفهان    | فعال              |
|      | کنارگذر اصفهان | قطعه یک و دو فعال |
|      | اصفهان-شیراز   | فعال              |
|      | شیراز-بوشهر    | در دست مطالعه     |

### آزادراه ۹ (ایران)
| نشان | نام              | وضعیت |
| ---- | ---------------- | ----- |
|      | اصفهان-شاهین شهر | فعال  |

### آزادراه ۱۶ (ایران)
| نشان | نام          | وضعیت                                              |
| ---- | ------------ | -------------------------------------------------- |
|      | تبریز-ارومیه | قطعات ۱ و ۲ و ۴ فعال، قطعات ۳ و ۵ و ۶ در دست احداث |
|      | تبریز-سهند   | فعال                                               |

### آزادراه ۲۱ (ایران)
| نشان                     | نام                | وضعیت        |
| ------------------------ | ------------------ | ------------ |
| پرونده:IR Freeway 21.svg | کنارگذر شرقی تهران | در دست احداث |

### آزادراه ۲۴ (ایران)
| نشان                     | نام             | وضعیت           |
| ------------------------ | --------------- | --------------- |
| پرونده:IR Freeway 24.svg | هشترود-مراغه    | قطعه ۲ و ۳ فعال |
| پرونده:IR Freeway 24.svg | مراغه-بناب      | در دست ساخت     |
| پرونده:IR Freeway 24.svg | بناب-نقده       | در دست مطالعه   |
| پرونده:IR Freeway 24.svg | نقده-پیرانشهر   | در دست مطالعه   |
| پرونده:IR Freeway 24.svg | پیرانشهر-تمرچین | در دست مطالعه   |

### آزادراه ۵۱ (ایران)
| نشان | نام             | وضعیت |
| ---- | --------------- | ----- |
|      | اصفهان-زرین شهر | فعال  |

## طول آزادراه‌ها در حوزه‌های استحفاظی استان‌ها
این فهرست نام استان‌هایی را که در کشور دارای آزادراه هستند می‌باشد. بر این اساس در کشور ایران ۱۸ استان دارای آزادراه می‌باشند که استان اصفهان دارنده بیشترین طول آزادراه (۴۳۷ کیلومتر) و استان مازندران دارنده کمترین مقدار آزادراه (حدود ۲۰ کیلومتر) می‌باشند.
همچنین ایران تا پایان سال ۱۴۰۲ دارای ۲٬۹۵۷ کیلومتر آزادراه بوده است که در حوزه استحفاظی ۱۷ استان قرار گرفته‌اند که طولانی‌ترین آنها به ترتیب آزادراه زنجان-تبریز (۲۸۰ کیلومتر)، آزادراه اصفهان-شیراز (۲۱۲ کیلومتر) و کوتاه‌ترین آن آزادراه تهران-پردیس (۲۰ کیلومتر) و آزادراه اصفهان-شاهین شهر (۲۶ کیلومتر) می‌باشند. درحال حاضر از ۳۱ استان ایران، حدود ۱۴ استان فاقد آزادراه هستند و پروژه‌های ساخت آزادراه در این استان‌ها نیز درحال انجام است.
| شماره آزادراه                                          | نشان           | نام استان(ها)  | طول آزادراه(ها)                                                   | مجموع طول آزادراه(ها) | نام آزادراه(ها)                           |
| ------------------------------------------------------ | -------------- | -------------- | ----------------------------------------------------------------- | --------------------- | ----------------------------------------- |
| آزادراه۱                                               |                | گیلان          | ۶۵ کیلومتر                                                        | ۱۳۸ کیلومتر           | قزوین-رشت                                 |
| آزادراه۱                                               | قزوین          | ۷۲ کیلومتر     |                                                                   | ۱۳۸ کیلومتر           | قزوین-رشت                                 |
| آزادراه۲                                               |                | تهران          | ۴۲ کیلومتر                                                        | ۷۵۹ کیلومتر           | تهران-کرج، کرج-تهران(آزادراه شهدای البرز) |
| آزادراه۲                                               | البرز          | ۷۹ کیلومتر     | کرج-تهران، کرج-تهران (شهدای البرز)، کنارگذر شمالی کرج، کرج-قزوین  | ۷۵۹ کیلومتر           |                                           |
| آزادراه۲                                               | قزوین          | ۱۳۰ کیلومتر    | قزوین-کرج، قزوین-زنجان                                            | ۷۵۹ کیلومتر           |                                           |
| آزادراه۲                                               | زنجان          | ۲۰۰ کیلومتر    | زنجان-قزوین، زنجان-تبریز                                          | ۷۵۹ کیلومتر           |                                           |
| آزادراه۲                                               | آذربایجان شرقی | ۲۷۰ کیلومتر    | تبریز-زنجان، آزادراه شهیدکسایی، آزادراه شهید باکری، تبریز-بازرگان | ۷۵۹ کیلومتر           |                                           |
| آزادراه۲ (مشهد-باغچه)                                  |                | خراسان رضوی    | ۳۷ کیلومتر                                                        | ۷۵۹ کیلومتر           | ــ                                        |
| آزادراه کنارگذر شمالی مشهد                             |                | خراسان رضوی    | ۷۰ کیلومتر                                                        | ۷۵۹ کیلومتر           | ــ                                        |
| آزادراه غدیر(کنارگذر جنوبی تهران و البرز-(آبیک-چرمشهر) |                | قزوین          | ۸ کیلومتر                                                         | ۱۵۸ کیلومتر           | آبیک-چرمشهر                               |
| آزادراه غدیر(کنارگذر جنوبی تهران و البرز-(آبیک-چرمشهر) | البرز          | ۴۵ کیلومتر     |                                                                   | ۱۵۸ کیلومتر           | آبیک-چرمشهر                               |
| آزادراه غدیر(کنارگذر جنوبی تهران و البرز-(آبیک-چرمشهر) | مرکزی          | ۱۶ کیلومتر     |                                                                   | ۱۵۸ کیلومتر           | آبیک-چرمشهر                               |
| آزادراه غدیر(کنارگذر جنوبی تهران و البرز-(آبیک-چرمشهر) | تهران          | ۸۹ کیلومتر     |                                                                   | ۱۵۸ کیلومتر           | آبیک-چرمشهر                               |
| آزادراه حرم تا حرم (قم-گرمسار)                         |                | قم             | ۷۲ کیلومتر                                                        | ۱۴۸ کیلومتر           | قم-گرمسار                                 |
| آزادراه حرم تا حرم (قم-گرمسار)                         | تهران          | ۳۶ کیلومتر     |                                                                   | ۱۴۸ کیلومتر           | قم-گرمسار                                 |
| آزادراه حرم تا حرم (قم-گرمسار)                         | سمنان          | ۳۰ کیلومتر     |                                                                   | ۱۴۸ کیلومتر           | قم-گرمسار                                 |
| آزادراه۳                                               |                | تهران          | ۲۳ کیلومتر                                                        | ۷۶ کیلومتر            | تهران-چالوس (تهران-شمال)                  |
| آزادراه۳                                               | البرز          | ۳۳ کیلومتر     |                                                                   | ۷۶ کیلومتر            | تهران-چالوس (تهران-شمال)                  |
| آزادراه۳                                               | مازندران       | ۲۰ کیلومتر     |                                                                   | ۷۶ کیلومتر            | تهران-چالوس (تهران-شمال)                  |
| آزادراه۵                                               |                | تهران          | ۵۷ کیلومتر                                                        | ۵۸۷ کیلومتر           | تهران-ساوه، تهران-پردیس                   |
| آزادراه۵                                               | مرکزی          | ۹۸ کیلومتر     | ساوه-تهران، ساوه-سلفچگان                                          | ۵۸۷ کیلومتر           |                                           |
| آزادراه۵                                               | قم             | ۴۲ کیلومتر     | سلفچگان، ساوه                                                     | ۵۸۷ کیلومتر           |                                           |
| آزادراه۵                                               | لرستان         | ۱۷۰ کیلومتر    | اراک-بروجرد، بروجرد-خرم‌آباد، خرم‌آباد-اندیمشک                      | ۵۸۷ کیلومتر           |                                           |
| آزادراه۵                                               | خوزستان        | ۹۰ کیلومتر     | اهواز-بندر امام خمینی                                             | ۵۸۷ کیلومتر           |                                           |
| آزادراه۶                                               |                | مرکزی          | ۱۰۰ کیلومتر                                                       | ۱۷۷ کیلومتر           | ساوه-همدان                                |
| آزادراه۶                                               | همدان          | ۷۷ کیلومتر     |                                                                   | ۱۷۷ کیلومتر           | ساوه-همدان                                |
| آزادراه۷                                               |                | تهران          | ۷۰ کیلومتر                                                        | ۷۸۴ کیلومتر           | تهران-قم (خلیج فارس)                      |
| آزادراه۷                                               | قم             | ۹۳ کیلومتر     | قم-تهران (خلیج فارس)، قم-اصفهان (امیر کبیر)                       | ۷۸۴ کیلومتر           |                                           |
| آزادراه۷                                               | فارس           | ۲۱۲ کیلومتر    | شیراز-اصفهان (شاهچراغ)                                            | ۷۸۴ کیلومتر           |                                           |
| آزادراه۷                                               | هرمزگان        | ۳۲ کیلومتر     | بندرعباس-بندر شهید رجایی                                          | ۷۸۴ کیلومتر           |                                           |
| آزادراه۷                                               | اصفهان         | ۳۲۰ کیلومتر    | اصفهان-قم (امیر کبیر)                                             | ۷۸۴ کیلومتر           |                                           |
| آزادراه۷                                               | اصفهان         | ۶۲ کیلومتر     | کنارگذر شرقی اصفهان                                               | ۷۸۴ کیلومتر           |                                           |
| آزادراه۹                                               | اصفهان         |                | ۲۶ کیلومتر                                                        | ۲۶ کیلومتر            | آزادراه معلّم(اصفهان- شاهین شهر)           |
| آزادراه۵۱                                              | اصفهان         |                | ۲۹ کیلومتر                                                        | ۲۹ کیلومتر            | آزادراه ذوب آهن(اصفهان-زرین شهر)          |
| آزادراه۱۶                                              |                | آذربایجان شرقی | ۹۱ کیلومتر                                                        | ۱۲۷ کیلومتر           | آزادراه تبریز-ارومیه                      |
| آزادراه۱۶                                              | آذربابجان غربی | ۳۶ کیلومتر     |                                                                   | ۱۲۷ کیلومتر           | آزادراه تبریز-ارومیه                      |

1. استان اصفهان: ۴۳۷ کیلومتر
2. استان تهران: ۳۱۷ کیلومتر
3. استان آذربایجان شرقی: ۲۷۵ کیلومتر
4. استان مرکزی: ۲۱۴ کیلومتر
5. استان فارس: ۲۱۲ کیلومتر
6. استان قزوین: ۲۱۱ کیلومتر
7. استان قم: ۲۱۰ کیلومتر
8. استان زنجان: ۲۰۰ کیلومتر
9. استان لرستان: ۱۷۰ کیلومتر
10. استان البرز: ۱۵۷ کیلومتر
11. استان خراسان رضوی: ۱۰۷ کیلومتر
12. استان خوزستان: ۹۰ کیلومتر
13. استان همدان:۷۷ کیلومتر
14. استان گیلان: ۷۳ کیلومتر
15. استان آذربایجان غربی: ۳۶ کیلومتر
16. استان هرمزگان: ۳۲ کیلومتر
17. استان سمنان: ۳۰ کیلومتر
18. استان مازندران: ۲۰ کیلومتر

## آزادراه های در دست احداث یا در دست مطالعه
| شماره | نام                                                      | وضعیت |
| ----- | -------------------------------------------------------- | --- |
| ۱     | آزادراه کنارگذر شرقی اصفهان                              | قطعات ۱ و ۲ تکمیل شد ولی قطعه ۳ در دست احداث است. (احتمال تکمیل قطعه ۳ در سال ۱۴۰۴) |
| ۲     | آزادراه کنارگذر شمالی کرج                                | ۶.۵ کیلومتر از مسیر فعال و افتتاح مابقی مسیر در شهریور ۱۴۰۴ |
| ۳     | آزادراه تبریز - ارومیه                                   | قطعات ۱ و ۲ و ۴ فعال، قطعات ۳ و ۵ و ۶ در دست احداث. احتمال افتتاح قطعه ۶ در سال ۱۴۰۴ و قطعه ۳ در سال ۱۴۰۵ یا ۱۴۰۷ |
| ۴     | آزادراه مراغه - هشترود                                   | قطعات ۲ و ۳ فعال، قطعات ۱ و ۴ و ۵ در احداث. احتمال افتتاح قطعه ۴ در اسفند ۱۴۰۴ |
| ۵     | آزادراه سیرجان - بندرعباس                                | قطعه کنارگذر سیرجان در هیئت دولت به تصویب رسید و قطعات دیگر در انتظار تصویب توسط دولت هستند. |
| ۶     | آزادراه مشهد - بجنورد - گرگان                            | قطعه مشهد-چناران در دست احداث (احتمالا در سال ۱۴۰۴ افتتاح میشود) و قطعه چناران-قوچان در هیئت دولت به تصویب رسید. قطعه قوچان-بحنورد-گرگان در انتظار تصویب توسط دولت هستند. |
| ۷     | آزادراه کرمان - بندرعباس                                 | در هیئت دولت به تصویب رسید. |
| ۸     | آزادراه گرگان - ساری - رشت                               | فاز ساری-قائم‌شهر در دست احداث (احتمال افتتاح در سال ۱۴۰۷)، فازهای قائم‌شهر-آمل و ساری-بهشهر-گرگان و چابکسر-سنگر (رشت) در دست مطالعه و بقیه قطعات در انتظار تصویب توسط دولت هستند.                                                                                             |
| ۹     | آزادراه نطنز - سیرجان                                    | فاز نطنز-اردکان در دست مطالعه، فاز اردکان-انار در هیئت دولت به تصویب رسید و فاز انار-سیرجان در انتظار تصویب توسط دولت است. |
| ۱۰    | آزادراه پارسیان - لامرد                                  | در هیئت دولت به تصویب رسید. |
| ۱۱    | آزادراه شیراز - بوشهر                                    | در دست مطالعه |
| ۱۲    | آزادراه شیراز - فیروزآباد - جم                           | در انتظار تصویب توسط دولت |
| ۱۳    | آزادراه تهران - شمال                                     | قطعات ۱ و ۴ تکمیل شدند و در قطعه۲ لاین جنوب به شمال تکمیل شدند و افتتاح لاین شمال به جنوب در شهریور ۱۴۰۴. قطعه ۳ عملیات اجرایی آن آغاز شد. |
| ۱۴    | آزادراه حرم تا حرم                                       | فازهای مشهد-باغچه و قم-گرمسار تکمیل شدند. قطعات مشهد-ملک‌آباد (احتمال تکمیل در سال ۱۴۰۵) و سمنان-گرمسار (احتمال تکمیل در اوایل سال ۱۴۰۴) در دست احداث؛ فاز باغچه-نیشابور در هیئت دولت به تصویب رسیده و فاز نیشابور-سمنان در انتظار تصویب توسط دولت هستند.                     |
| ۱۵    | آزادراه کربلا                                            | قطعه ساوه-همدان تکمیل شد. قطعات بیستون-کرمانشاه، کنارگذر شرقی کرمانشاه (احتمال افتتاح بخشی از این کنارگذر در سال ۱۴۰۴) و کرمانشاه-حمیل در دست احداث و قطعات همدان-بیستون و کرمانشاه-خسروی در دست مطالعه هستند.                                                               |
| ۱۶    | آزادراه بندر امام خمینی - اهواز - خرم‌آباد - اراک - تهران | قطعات آزادراه های اراک-خرم آباد، سلفچگان-قم و کنارگذر غربی قم در دست احداث هستند.(احتمال تکمیل بخشی از کنارگذر غربی قم در خرداد سال ۱۴۰۴) قطعات اهواز-اندیمشک، اراک-راهجرد و پردیس-بومهن در دست مطالعه و قطعات راهجرد-سلفچگان و کنارگذر جنوبی قم در هیئت دولت به تصویب رسید. |
| ۱۷    | آزادراه تبریز - بازرگان                                  | قطعه تبریز-صوفیان تکمیل شد. (آزادراه صوفیان-مرند اسفند سال ۱۴۰۴ افتتاح میشود.) قطعه مرند-ایواوغلی در دست مطالعه است و قطعه ایواوغلی-ماکو-بازرگان در هیئت دولت به تصویب رسید.                                                                                                 |
| ۱۸    | آزادراه حمیل - ایلام                                     | در انتظار تصویب توسط دولت |
| ۱۹    | آزادراه اهواز - اصفهان                                   | فاز ایذه-لردگان در دست مطالعه است و بقیه فازها در انتظار تصویب توسط دولت هستند. |
| ۲۰    | آزادراه تهران - آمل                                      | در انتظار تصویب توسط دولت |
| ۲۱    | آزادراه چرمشهر - بومهن                                   | در دست مطالعه |
| ۲۲    | آزادراه تبریز - اهر - باکو                               | در انتظار تصویب توسط دولت |
| ۲۳    | آزادراه بوشهر - بندر عسلویه                              | در انتظار تصویب توسط دولت |
| ۲۴    | آزادراه بیرجند - باغچه                                   | در انتظار تصویب توسط دولت |
| ۲۵    | آزادراه سلفچگان - اصفهان                                 | در انتظار تصویب توسط دولت |
| ۲۶    | آزادراه مشهد - سرخس                                      | در انتظار تصویب توسط دولت |
| ۲۷    | آزادراه قم - ساوه - تاکستان                              | در انتظار تصویب توسط دولت |
| ۲۸    | آزادراه لوشان - اردبیل - باکو                            | در انتظار تصویب توسط دولت |
| ۲۹    | آزادراه همدان - سنندج - مریوان                           | در انتظار تصویب توسط دولت |
| ۳۰    | آزادراه سده - یاسوج                                      | در انتظار تصویب توسط دولت |
| ۳۱    | آزادراه آذرشهر - سقز                                     | در انتظار تصویب توسط دولت |
| ۳۲    | آزادراه مرند - جلفا                                      | در انتظار تصویب توسط دولت |
| ۳۳    | آزادراه نظرآباد - تاکستان (کنارگذر جنوبی قزوین)          | در دست مطالعه |
| ۳۴    | آزادراه کنارگذر شرقی ارومیه                              | در دست مطالعه |
| ۳۵    | آزادراه خوی - رازی                                       | در انتظار تصویب توسط دولت |
| ۳۶    | آزادراه میامی - جاجرم - قوچان                            | در انتظار تصویب توسط دولت |
| ۳۷    | آزادراه بندر امام خمینی - بهبهان                         | در انتظار تصویب توسط دولت |
| ۳۸    | آزادراه اهواز - خرمشهر - آبادان                          | در انتظار تصویب توسط دولت |
| ۳۹    | آزادراه نائین - اصفهان                                   | در انتظار تصویب توسط دولت |
| ۴۰    | آزادراه سپیدان - شیراز - بندر خمیر                       | در انتظار تصویب توسط دولت |
| ۴۱    | آزادراه مراغه - تمرچین                                   | در انتظار تصویب توسط دولت - * تمرچین نقطه مرزی با عراق بعد از پیرانشهر می‌باشد |
| ۴۲    | آزادراه بندر خمیر - بندر شهید رجایی - بندرعباس - میناب   | در انتظار تصویب توسط دولت |
| ۴۳    | آزادراه کنارگذر غربی اصفهان                              | تنها قطعه اتصال این آزادراه به آزادراه اصفهان-شیراز باقیمانده که قرار است در سال ۱۴۰۵ این قطعه افتتاح شود. |
| ۴۴    | آزادراه دامغان ـ بهشهر (گلوگاه) ـ بندر امیرآباد          | در زمان دولت ششم به تصویب رسیده و قطعات ۱ و ۲ آن در استان سمنان حال احداث بوده و در سال ۱۴۰۴ به‌بهره‌برداری می‌رسد و قطعات ۳ و ۴ آن در استان مازندران بلاتکلیف می‌باشد. |
| ۴۵    | آزادراه کنارگذر شمالی تهران                              | در انتظار تصویب توسط دولت |